# Syrische Profiliga 2023/24
Die Syrische Profiliga 2022/23, auch bekannt als Syrian Premier League, war die 52. Spielzeit der höchsten syrischen Fußballliga seit ihrer Gründung im Jahr 1966. Ausgetragen wurde die Liga vom syrischen Fußballverband. An der Liga nahmen zwölf Mannschaften teil. Die Saison begann am 22. September 2023 und endete am 27. April 2024. Titelverteidiger war al-Futowa.

## Modus
Die Vereine spielten ein Doppelrundenturnier aus, womit sich insgesamt 22 Spiele pro Mannschaft ergaben. Die Tabelle wurde nach den folgenden Kriterien bestimmt:
1. Anzahl der erzielten Punkte
2. Anzahl der erzielten Punkte im direkten Vergleich
3. Tordifferenz im direkten Vergleich
4. Anzahl Tore im direkten Vergleich
5. Tordifferenz aus allen Spielen
6. Anzahl Tore in allen Spielen

## Teilnehmende Mannschaften
| Mannschaft           | Standort    | Stadion                       | Kapazität |
| -------------------- | ----------- | ----------------------------- | --------- |
| al-Ittihad           | Aleppo      | Al-Hamadaniah Stadium         | 15.000    |
| al-Futowa            | Deir ez-Zor | Deir ez-Zor Municipal Stadium | 13.000    |
| al-Dschaisch         | Damaskus    | Al-Fayhaa Stadium             | 15.000    |
| al-Hurriyya (N)      | Aleppo      | Al-Hamadaniah Stadium         | 18.000    |
| al-Wahda             | Damaskus    | Al-Jalaa Stadium              | 10.000    |
| al-Karama            | Homs        | Chālid-ibn-al-Walīd-Stadion   | 32.000    |
| al-Wathba SC         | Homs        | Chālid-ibn-al-Walīd-Stadion   | 32.000    |
| Al-Sahel SC (N)      | Tartus      | Bassel al-Assad Stadium       | 10.000    |
| Jableh Sporting Club | Dschabla    | Al-Baath Stadium              | 10.000    |
| Tischrin             | Latakia     | Al-Assad Stadium              | 28.000    |
| Hutteen SC           | Latakia     | Al-Assad Stadium              | 28.000    |
| at-Tali'a            | Hama        | Hama Municipal Stadium        | 22.000    |

## Tabelle
Stand: Saisonende 2023/24
| Pl. | Verein               | Sp. | S  | U  | N  | Tore    | Diff. | Punkte |
| --- | -------------------- | --- | -- | -- | -- | ------- | ----- | ------ |
| 1.  | al-Futowa (M)        | 22  | 15 | 4  | 3  | 031:100 | +21   | 49     |
| 2.  | Jableh Sporting Club | 22  | 11 | 7  | 4  | 029:100 | +19   | 40     |
| 3.  | Tischrin             | 22  | 11 | 7  | 4  | 024:150 | +9    | 40     |
| 4.  | Hutteen SC           | 22  | 11 | 5  | 6  | 028:180 | +10   | 38     |
| 5.  | al-Ittihad           | 22  | 10 | 7  | 5  | 035:270 | +8    | 37     |
| 6.  | al-Karama            | 22  | 7  | 11 | 4  | 022:170 | +5    | 32     |
| 7.  | al-Wathba SC         | 22  | 5  | 11 | 6  | 017:180 | −1    | 26     |
| 8.  | al-Dschaisch         | 22  | 7  | 5  | 10 | 028:290 | −1    | 26     |
| 9.  | at-Tali'a            | 22  | 7  | 4  | 11 | 013:290 | −16   | 25     |
| 10. | al-Wahda             | 22  | 6  | 6  | 10 | 019:240 | −5    | 24     |
| 11. | Al-Sahel SC (N)      | 22  | 3  | 5  | 14 | 016:360 | −20   | 14     |
| 12. | al-Hurriyya (N)      | 28  | 2  | 8  | 18 | 016:480 | −32   | 14     |

| Zum Saisonende 2023/24:                                                                                              |
| Syrischer Meister und Qualifikation zu den Play-off-Spielen der AFC Challenge League Abstieg in die 2. Syrische Liga |

| Zum Saisonende 2022/23: |                                         |
| (M)                     | Amtierender Meister: al-Futowa          |
| (N)                     | Aufsteiger: Al-Sahel SC und al-Hurriyya |

## Torschützenliste

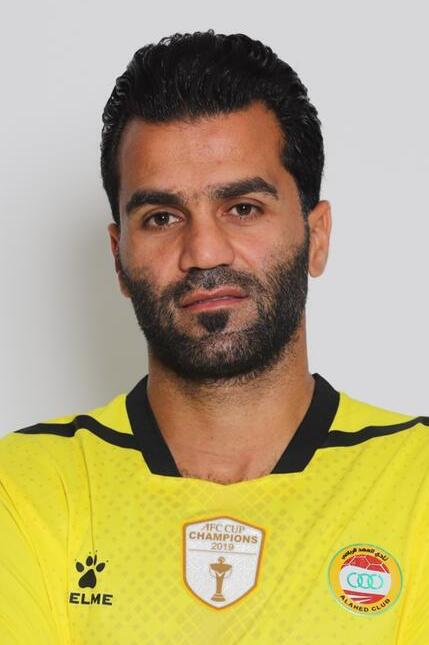
Mohammed Al Wakid

Stand: Saisonende 2023/24
| Platz | Spieler                 | Mannschaft           | Tore |
| ----- | ----------------------- | -------------------- | ---- |
| 1.    | Mohammed Al Wakid       | al-Dschaisch         | 10   |
| 2.    | Abdalrahman Barakat     | Jableh Sporting Club | 8    |
| 2.    | Abdulla Najjar          | al-Ittihad           | 8    |
| 4.    | Ahmed Al Ahmed          | al-Ittihad           | 6    |
| 4.    | Abd Al Rahman Al Hasan  | al-Futowa            | 6    |
| 6.    | Saad Al Ahmad           | Hutteen SC           | 5    |
| 6.    | Shadi Al Hamawi         | Al-Sahel SC          | 5    |
| 6.    | Mohammad Wael Al Rifaee | al-Wahda             | 5    |
| 6.    | Maher Daabol            | al-Wahda             | 5    |
| 6.    | Ali Khalil              | al-Hurriyya          | 5    |